# Louise de Fars de Fausselandry
Louise de Fars de Fausselandry, född de Peusac 1750, död efter 1830, var en fransk memoarskrivare. Hon är känd för sina memoarer som beskriver hennes liv under franska revolutionen.
Hennes memoarer skildrar hennes barndom som medlem av provinsadeln, hennes korta äktenskap och separation från vicomte de Peysac, hennes liv med modern vid hovet i Versailles, franska revolutionen och skräckväldet. Hennes mor avrättades under skräckväldet, och hennes morbror abbé de Chapt de Rastignac föll offer för septembermorden, trots att hon själv frivilligt följt honom i Abbayefängelset för att skydda honom. 